# Lleis de síntesi de color
La síntesi additiva (SiAddi) és una actuació conjunta d'estímuls de color sobre la retina.
Qualsevol tipus de barreja simultània d'estímuls de color el podríem anomenar síntesi auditiva. Quan una persona sentada sota una parasol d'un determinat color i s'il·lumina amb una lot, de fet també és una síntesi additiva, doncs la llum solar canviaria la seva posició espectral a causa de la tela de color, barrejant-se llavors amb la llum groguenca de la lot. Ambdós tipus de llum se superposarien i es donaria lloc a una addició dels estímuls dels colors (cons, bastons).
Tot i així, com a norma general, la síntesi additiva hauria d'entendre's com el principi pel qual es produeixen unes variacions de intensitat de les llums de color, permetent així obtenir per barreja cromàtica una diversitat de colors i alterar el mode de reproducció d'aquests. Aquesta SiAddi, la "clàssica", simula la forma de treball de l'òrgan de la vista. Amb aquest fí és essencial disposar de un negre pur com a base (habitació fosca) i tres estímuls de color adequats: tres llums de colors diposades de tal forma que cadascuna d'elles activi un camp de recepció de cons un potencial màxim de sensació i un potencial mínim en els altres dos.
Resulten especialment apropiats els filtres de interferència de banda estreta, disposats de tal forma que davant de tres projectors que s'obtingui la sensació de blanc mitjançant l'excitació simultània dels tres tipus de cons.

## Síntesi substractiva (fotografia en color)
La síntesi substractiva és la tècnica dirigida a simular la forma de treball de l'òrgan de la vista amb els colors elementals additius negre, cian, verd i magenta. Les lleis de barreja de colors sempre són possibilitats d'interpretació de les lleis que regeixen la vista. Les lleis sustractives són la contrapart d'aquestes, suposant complementàries. La producció de colors per sustracció es dona sempre que a una energia de radiació existent se substrau alguna cosa de la seva absorció. En aquest aspecte també es consideraria un paradigma com quan algú està mirant un paisatge nevat a través d'unes ulleres de sol.
La fotografia en color funciona d'acord amb aquestes lleis, partint sempre de la base del color elemental blanc. Se'ns presenta aquesta llum acromàtica, necessària per a poder contemplar una diapositiva en color, ja sigui per un mitjà de projecció o un portadiapositives. Cada un d'aquests processos té com a missió absorbir el camp de radiacions de cada tipus de cons. La capa de color plena absorbeix la major quantitat possible de radiacions segons el seu tipus d'ona de color.